# Teresa Chętnik
Teresa Maria Chętnik (ur. 21 lipca 1926 w Łomży, zm. 3 marca 2014 w Warszawie) – polska pielęgniarka, pedagożka, autorka publikacji z zakresu pielęgniarstwa.

## Życiorys
Była córką Adama Chętnika i Zofii z Klukowskich. Miała starsze rodzeństwo: Wiesławę (1915–1922), Jerzego (1917–1967), Eugeniusza (1919–1922). W czasie II wojny światowej mieszkała z matką w Piątnicy, a w latach 1941–1943 z ojcem w Warszawie. W czasie okupacji niemieckiej należała do Narodowych Sił Zbrojnych.
W 1948 skończyła Liceum Ogólnokształcące w Łomży, zaś w 1952 studia anglistyczne na Wydziale Filologii Uniwersytetu Warszawskiego. W 1950 przerwała studia, by zająć się chorą matką, która w tym roku zmarła. W 1958 Teresa Chętnik skończyła studia pielęgniarskie w Państwowej Szkole Pielęgniarstwa w Krakowie. W 1961 uzyskała tytuł magisterski z pielęgniarstwa na Uniwersytecie w Bostonie, gdzie studiowała dzięki stypendium WHO. Dyplom nostryfikowano w 1972 na Wydziale Pielęgniarstwa Akademii Medycznej w Lublinie. W 1976 otrzymała tytuł profesorski.
W latach 1952–1956 pracowała w Centrali Handlu Zagranicznego Metalexport, następnie w Instytucie Hematologii i Tranfuzjologii, potem w PSK nr 4 w Warszawie, Zarządzie Głównym PCK, wreszcie w latach 1962–1978 w Centralnym Ośrodku Doskonalenia Średnich Kadr Medycznych (późniejsze Centrum Doskonalenia Średnich Kadr Medycznych). Przez wiele lat była wykładowczynią w szkołach medycznych w Warszawie oraz w Wojewódzkim Ośrodku Dokształcania Kadr Medycznych w Akademii Medycznej w Lublinie.
Należała do Polskiego Towarzystwa Pielęgniarskiego (była przewodniczącą Komisji Propagandy Zawodu), działała społecznie w Narodowym Funduszu Ochrony Zdrowia. Sprawowała nadzór merytoryczny nad prowadzeniem szkoleń podyplomowych w zakresie pielęgniarstwa środowiskowego na terenie całego kraju.
Opublikowała kilkanaście tekstów na temat szkolenia podyplomowego pielęgniarek.
Od 1992 r. była członkinią Ostrołęckiego Towarzystwa Naukowego im. A. Chętnika. Dbała o pamięć rodziców. Jej tekst pt. Okruchy wspomnień córki Adama Chętnika spisane w 1992 oraz tekst rozmowy przeprowadzonej z nią przez Stanisława Pajkę zamieszczono w publikacji Spotkania Chętnikowskie. Materiały sesji popularnonaukowej Z dnia 21 czerwca 1997 roku w Nowogrodzie pod redakcją Krystyny i Mariana Mieszkowskich, wydanej w Łomży w 1998 oraz w „Zeszytach Naukowych Ostrołęckiego Towarzystwa Naukowego”. Na podstawie jej wspomnień odtworzono gabinet Adama Chętnika na wystawie czasowej „Chętnik znany i nieznany” przygotowanej przez Muzeum Północno-Mazowieckie w Łomży, a prezentowanej m.in. w Muzeum Rolnictwa im. ks. Krzysztofa Kluka w Ciechanowcu.
Otrzymała m.in. Odznakę honorową „Za wzorową pracę w służbie zdrowia” (1972), Medal 20-lecia PRL, Medal 30-lecia PRL, Srebrny Krzyż Zasługi (1977), a także nagrody Ministra Oświaty i Wychowania.
Od 1987 mieszkała w Domu Pracownika Służby Zdrowia w Łomży. Zmarła w Szpitalu Wolskim. Spoczęła na cmentarzu przy ul. Kopernika w Łomży w grobie z matką i bratem Jerzym.